# Пезаро-э-Урбино
Пе́заро-э-Урби́но (итал. Provincia di Pesaro e Urbino) — провинция в Центральной Италии. Расположена на севере области Марке. На востоке выходит к Адриатическому морю. На севере граничит с областью Эмилия-Романья и республикой Сан-Марино. На западе — с областями Умбрия и Тоскана. На юге — с провинцией Анкона. Провинция Пезаро-э-Урбино получила прозвище «Холмистой Ривьеры»: она богата холмами и престижными пляжами. Площадь 2564 км², население — около 365 000 человек (на 2009 год). На протяжении многих веков этот край входил в состав Папской области. Провинция включает 59 коммун, имеет два административных центра: в городе Пезаро  заседает провинциальный совет, в Урбино находится резиденция глав провинциальной администрации.

## Административное деление

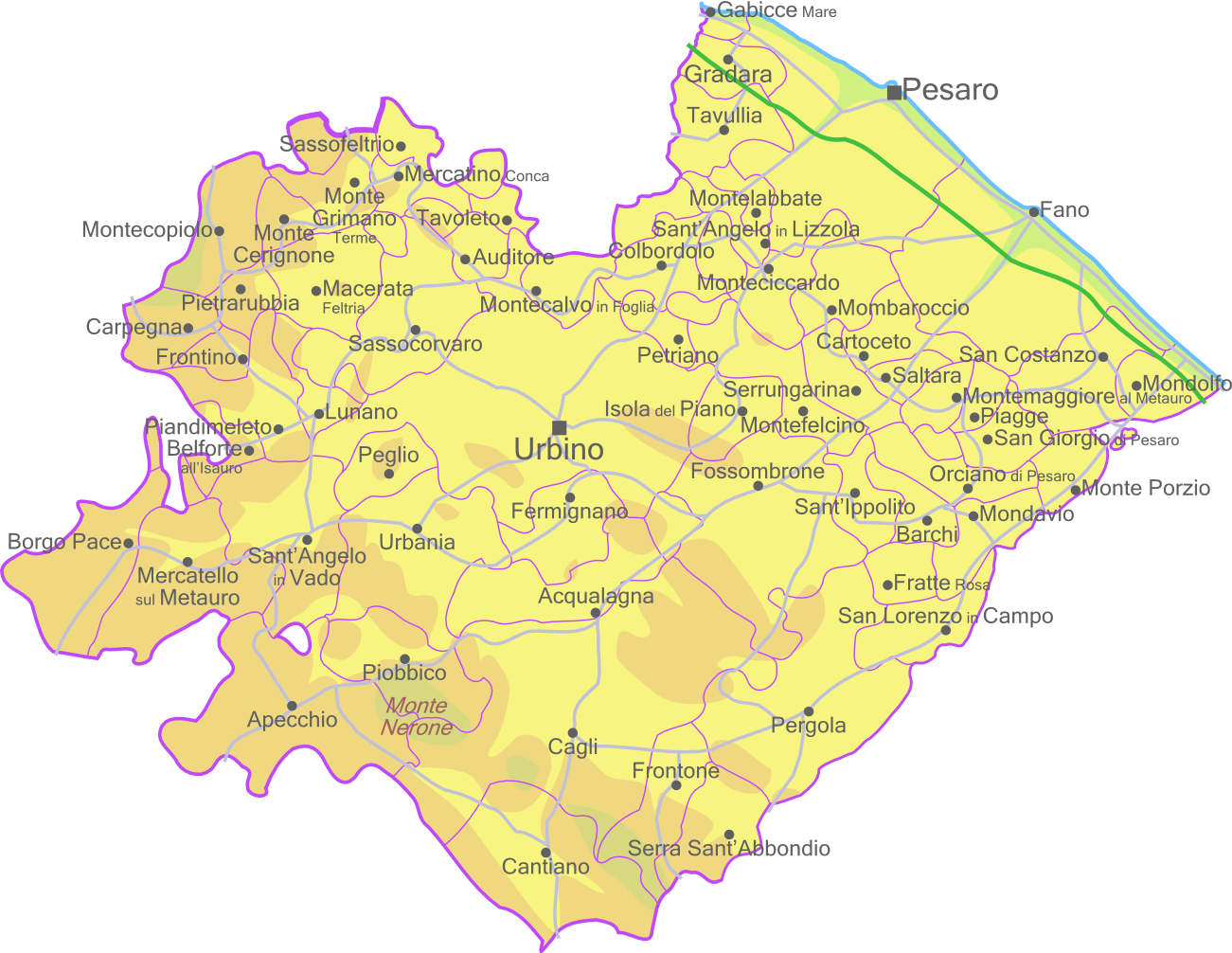
Карта на провинция Пезаро и Урбино

Провинция состоит из 59 коммун:
- Пезаро
- Урбино
- Акваланья
- Апекио
- Аудиторе
- Барки
- Бельфорте аль'Изауро
- Борго Паче
- Валефолья
- Габиче Маре
- Градара
- Изола дель Пиано
- Кали
- Кантиано
- Карпенья
- Карточето
- Лунано
- Мачерата Фелтрия
- Меркатело сул Метауро
- Меркатино Конка
- Момбароччо
- Мондавио
- Мондольфо
- Монте Гримано Терме
- Монте Порцио
- Монте Чериньоне
- Монтекальво ин Фоля
- Монтекопиоло
- Монтелабате
- Монтемаджоре аль Метауро
- Монтефельчино
- Монтечикардо
- Орчано ди Пезаро
- Пельо
- Пергола
- Петриано
- Пиадже
- Пиандимелето
- Пиетрарубия
- Пиобико
- Салтара
- Сан Джорджо ди Пезаро
- Сан Костанцо
- Сан Лоренцо ин Кампо
- Сант'Анджело ин Вадо
- Сант'Иполито
- Сасокорваро
- Сасофельтрио
- Серра Сант'Абондио
- Серунгарина
- Таволето
- Тавулия
- Урбания
- Фано
- Ферминьяно
- Фосомброне
- Фрате Роза
- Фронтино
- Фронтоне